# Lenny White
Pour les articles homonymes, voir White.
Leonard White III, plus connu sous le nom de Lenny White, est un batteur américain de jazz, né le 19 décembre 1949 dans le quartier de Jamaica à New York.
White a joué avec de nombreux musiciens, et a plusieurs albums solo à son actif. Il est surtout connu pour sa participation à l'enregistrement de l'album Bitches Brew de Miles Davis et pour avoir fait partie de Return to Forever, groupe fondé par Chick Corea, au milieu des années 1970.

## Biographie
Leonard White III grandit dans une famille férue de musique. Comme son père et son grand-père, il apprécie surtout le jazz et en particulier les batteurs tels Art Blakey et Roy Haynes. Il étudie la batterie en autodidacte et rejoint son premier groupe en 1967.
En 1968, Lenny White commence sa carrière en accompagnant le saxophoniste Jackie McLean. L'année suivante, il prend part aux sessions qui donnent naissance à l'album Bitches Brew de Miles Davis. Le batteur se produit ensuite avec de nombreux musiciens, dont Woody Shaw, Stan Getz, ou encore Gil Evans. En 1970, il fait partie du groupe qui enregistre l'album Red Clay de Freddie Hubbard. Le quintet est complété par Ron Carter, Herbie Hancock et Joe Henderson,.
White est membre du groupe de latin rock Azteca avec lequel il enregistre un album en 1972. Il rejoint ensuite Return to Forever. Il remplace Steve Gadd à la batterie dans la formation de jazz fusion fondée par le claviériste Chick Corea,. Il fait partie du groupe de 1973 à 1976, puis lors des réunions de 1983 et 2008.
Son premier album solo, Venusian Summer, est édité en 1975. Durant les années 1980, White enregistre avec la formation Echoes of an Era, constituée de Chaka Khan, Chick Corea, Stanley Clarke, Freddie Hubbard et Joe Henderson. Il se lance dans la production, notamment pour Rachelle Ferrell et Michał Urbaniak,,.

## Style musical
Dans sa production en solo il n'a eu de cesse d'explorer les ramifications, au sens le plus large, du jazz ; étendant le terme de fusion aux rencontres avec le disco et le funk (Twennynine, Tribute to Earth, Wind and Fire, etc.) les musiques traditionnelles (trio avec S. Clarke & H. Uehara) voire le Hip-hop (avec les Jamaïca Boys). Il convient encore de noter qu'il est le vrai découvreur de Marcus Miller puisqu'il était son voisin de quartier dans les années 1960 et 70, celui-ci figure déjà en 1977 sur son deuxième album solo, Big City. Capable des plus grandes variations et profusions binaires, ternaires ou polyrythmiques comme d'une rigueur métronomique ainsi que d'une explosivité surmultipliée, il est la continuité logique de Tony Williams ou Billy Cobham.

## Discographie

### Solo
- 1975 : Venusian Summer
- 1976 : Big City
- 1977 : The Adventures of Astral Pirates
- 1978 : Streamline
- 1973 : Best of Friends
- 1980 : Twennynine with Lenny White
- 1983 : Attitude
- 1995 : Present Tense
- 1996 : Renderers of Spirit
- 1999 : Edge
- 2004 : The Love Has Never Gone: Tribute to Earth, Wind & Fire
- 2008 : Hancock Island
- 2010 : Anomaly
- 2013 : Lenny White Live

### Return to Forever
- 1973 : Hymn Of The Seventh Galaxy
- 1974 : Where Have I Known You Before
- 1975 : No Mystery
- 1976 : Romantic Warrior
- 2009 : Returns
- 2009 : Forever
- 2012 : The Mothership Returns

### Echoes Of An Era
- 1982 : Echoes Of An Era - Avec Chaka Khan / Freddie Hubbard / Joe Henderson / Chick Corea / Stanley Clarke
- 1970: Red Clay - Freddie Hubbard

### Chick Corea
- 1982 :Touchstone - Joue sur Compadres